# Roczniki Gospodarstwa Krajowego
Roczniki Gospodarstwa Krajowego – polskie czasopismo wydawane w Warszawie w latach 1842-1864. Do połowy 1858 wydawane jako kwartalnik, następnie jako miesięcznik.
Od 1847 roku redakcję czasopisma przejął hrabia Andrzej Zamoyski, a od 1858 stało się ono oficjalnym organem założonego przez niego Towarzystwa Rolniczego w Królestwie Polskim.